# Kronkel Dom
Kronkel Dom (* 30. Oktober 1992 als Dominik Paszkowski in Brodnica, Polen) ist ein deutsch-polnischer Rapper.

## Leben
Kronkel Dom wurde in Brodnica im Norden Polens geboren. Im Alter von sechs Jahren zog er mit seiner Mutter nach Deutschland, er wuchs in Dortmund auf. Zusammen mit den Rappern Malakes, Despo Gotti und Miami Yacine bildet er ab 2011 die Rap Gruppe Mile High Club.
2017 veröffentlichte Kronkel Dom seinen ersten eigenen Song mit dem Titel Dom Perignon. Anschließend trat er als Feature-Gast auf der Single Ciao des Rappers Laruzo auf.
Im Mai 2018 unterschrieb er einen Exklusivvertrag bei dem Label Sony Epic. Dort erschien am 7. Juni 2018 seine erste Single Bella Hadid und am 24. April 2020 sein Debütalbum Café Kronkel.
Im Sommer 2021 unterschrieb er beim polnischen Label GM2L.

## Diskografie

### Studioalben
| Jahr | Titel Musiklabel          | Höchstplatzierung, Gesamtwochen, AuszeichnungChartsChartplatzierungen (Jahr, Titel, Musiklabel, Platzierungen, Wochen, Auszeichnungen, Anmerkungen) | Anmerkungen                          |
| Jahr | Titel Musiklabel          | PL | Anmerkungen                          |
| ---- | ------------------------- | --- | ------------------------------------ |
| 2021 | Café Kronkel Epic Records | — | Erstveröffentlichung: 24. April 2020 |
| 2023 | Guten Tag                 | PL9 Gold · (15 Wo.)PL | Erstveröffentlichung: 14. April 2023 |

### EPs
| Jahr | Titel Musiklabel  | Höchstplatzierung, Gesamtwochen, AuszeichnungChartsChartplatzierungen (Jahr, Titel, Musiklabel, Platzierungen, Wochen, Auszeichnungen, Anmerkungen) | Anmerkungen                          |
| Jahr | Titel Musiklabel  | PL | Anmerkungen                          |
| ---- | ----------------- | --- | ------------------------------------ |
| 2020 | Generacja cuzi EP | PL5 Gold · (… Wo.)PL | Erstveröffentlichung: 24. April 2020 |

Weitere EPs
- 2018: Cuzi Allo?! (Epic Records)

### Singles
| Jahr | Titel Album                      | Höchstplatzierung, Gesamtwochen, AuszeichnungChartsChartplatzierungen (Jahr, Titel, Album, Platzierungen, Wochen, Auszeichnungen, Anmerkungen) | Anmerkungen |
| Jahr | Titel Album                      | PL | Anmerkungen |
| --- | -------------------------------- | --- | --- |
| 2023 | Agnieszka Guten Tag              | PL32 Gold · (4 Wo.)PL | Erstveröffentlichung: 13. Januar 2023                                                                                               |
| 2023 | Guten Tag                        | PL59 Platin · (4 Wo.)PL | Erstveröffentlichung: 2. März 2023                                                                                                  |
| 2023 | Deja Vu Guten Tag                | PL66 Platin · (3 Wo.)PL | Erstveröffentlichung: 24. März 2023 mit Kabe                                                                                        |
| 2023 | Cartier –                        | PL11 Platin · (4 Wo.)PL | Erstveröffentlichung: 30. Juni 2023 mit Malik Montana, Alberto & Josef Bratan                                                       |
| 2023 | Gaz i benzyna –                  | PL56 Gold · (1 Wo.)PL | Erstveröffentlichung: 21. Juli 2023 mit Malik Montana, Diho, Francuz Mordo, Kazar, Nate, Kazior, Josef Bratan, Alberto & Palm Money |
| 2023 | Biba Macrodosing                 | PL22 Gold · (4 Wo.)PL | Erstveröffentlichung: 26. Oktober 2023 mit Żabson, Kizo & Sir Mich                                                                  |
| 2024 | Generacja cuzi Generacja cuzi EP | PL4 ×2Doppelplatin · (23 Wo.)PL | Erstveröffentlichung: 10. Mai 2024 mit Deemz                                                                                        |
| 2025 | Champions League –               | PL14 (… Wo.)PL | Erstveröffentlichung: 25. April 2025                                                                                                |
| 2025 | Dzwoni cuzi –                    | PL41 (1 Wo.)PL | Erstveröffentlichung: 9. Mai 2025 mit Kaz Bałagane                                                                                  |
| 2025 | Main Event –                     | PL91 (1 Wo.)PL | Erstveröffentlichung: 30. Mai 2025 mit KęKę                                                                                         |
| Folgende Lieder erschienen nicht als Single, wurden aber durch das Album zum Download und Streaming bereitgestellt und konnten somit eine Platzierung erlangen: |                                  | | |
| |                                  | | |
| 2023 | Wilk Styxxx                      | PL16 Platin · (4 Wo.)PL | mit Reto, Young Igi & Wroobel |
| 2023 | Supersize Ostatni Ziomal         | PL42 (2 Wo.)PL | mit Żabson & Deemz |

Weitere Singles
- 2017: Perignon (Lamif.fm)
- 2018: Bella Hadid (Epic Records)
- 2018: Charles Sabini (Epic Records)
- 2018: Cuzi Allo? (Epic Records)
- 2019: Trink (Epic Records)
- 2019: Nusret Abi (Epic Records)
- 2019: London Gangs (mit Kav Verhouzer) (Epic Records)
- 2020: GQ & TMZ (Epic Records)
- 2020: Das ist Dom (mit Fraasie) (Epic Records)
- 2020: Giftig (Epic Records)
- 2020: Sie will nur (Epic Records)
- 2020: Hops genommen (feat. 257ers) (Epic Records)
- 2020: BÓL (mit Merghani) (My Music)
- 2021: Ahu! (mit Deemz und Nocny, PL: Gold)
- 2021: Assane Diop (GM2L, PL: Gold)
- 2021: Stul Pysk (mit Bibič und Francuz Mordo) (GM2L)
- 2021: Narco Trafficante (mit Bibič) (GM2L, PL: Platin)
- 2021: Prada (mit Kav Verhouzer) (GM2L)
- 2021: Boys in the Hood (mit Alberto) (GM2L)
- 2022: Bryła (mit Malik Montana, PL: Platin)
- 2022: Ratchet Business Class (mit Kaz Bałagane, Kukon & Swizzy, PL: Gold)

Weitere Lieder mit Auszeichnungen
- 2022: Loca (mit Reto & Zetha feat. Wroobel, PL: Gold)
- 2022: Original (PL: Gold)
- 2022: Chciałbym przeprosić (mit Deemz, PL: Gold)